# Herzog von Orléans

Das Wappen des Duc d’Orléans: Das Französische Lilienbanner (Fleur-de-Lys) mit dem Beizeichen des Turnierkragens (Lambel); modernere Variante

Herzog von Orléans (französisch Duc d’Orléans) war ein französischer Adelstitel, der zehnmal verliehen wurde.

## Geschichte
Der Titel wurde erstmals von König Philipp VI. geschaffen, der ihn, mitsamt dem zum Herzogtum erhobenen umgebenden Gebiet (dem Orléanais), als Paragium seinem jüngeren Sohn Philipp verlieh. Philipp starb 1375 ohne männliche Nachkommen. 1392 verlieh König Karl VI. den freigewordenen Titel mit dem Paragium an seinen jüngeren Bruder Ludwig. Dieser vererbte beides seinem auch als Dichter bedeutenden Sohn Karl, der es seinerseits an seinen Sohn Ludwig weitergab. Als dieser 1498 als Ludwig XII. König von Frankreich wurde, erlosch der Titel durch Verschmelzen mit der Krone und das Territorium fiel zurück an die Krondomäne.
1626 belebte Ludwig XIII. den Titel neu und verlieh ihn seinem jüngeren Bruder Gaston. Nachdem dieser 1660 ohne Erbfolger gestorben war, wurde der Titel im folgenden Jahr von Ludwig XIV. an seinen jüngeren Bruder Philipp vergeben. Dieser vererbte ihn seinem Sohn Philipp II. von Orléans (der 1715 bis 1723 für den jungen Ludwig XV. die Regentschaft ausübte) und begründete eine Nebenlinie des Hauses Bourbon, die noch heute als Haus Orléans existiert und aus der zum Beispiel Ludwig Philipp von Frankreich hervorging, der 1830 als „Bürgerkönig“ dem abgedankten Karl X. auf den französischen Thron folgte (den er 1848 allerdings seinerseits durch Abdankung verlor).

## Liste der Titelinhaber
Erste Verleihung, 1344
- Philipp I., Herzog von Orléans (1336–1375) (Haus Valois)

Zweite Verleihung, 1392
- Ludwig I., Herzog von Orléans (1372–1407), Herzog seit 1392 (Linie Valois-Orléans)
- Karl I., Herzog von Orléans (1394–1465)
- Ludwig II., Herzog von Orléans (1462–1515), wurde 1498 als Ludwig XII. König von Frankreich (Herzogstitel mit Krone verschmolzen)

Dritte Verleihung, 1519
- Heinrich I., Herzog von Orléans (1519–1559), Titel entzogen 1536; wurde 1547 als Heinrich II. König von Frankreich

Vierte Verleihung, 1536
- Karl II., Herzog von Orléans (1522–1545) (Linie Valois-Angoulême)

Fünfte Verleihung, 1549
- Ludwig III., Herzog von Orléans (1549–1550) (Linie Valois-Angoulême)

Fünfte Verleihung, 1550
- Karl III., Herzog von Orléans (1550–1574) (Linie Valois-Angoulême), wurde 1560 als Karl IX. König von Frankreich (Herzogstitel mit Krone verschmolzen)

Sechste Verleihung, 1560
- Heinrich II., Herzog von Orléans (1551–1589) (Linie Valois-Angoulême), wurde 1574 als Heinrich III. König von Frankreich (Herzogstitel mit Krone verschmolzen)

Siebte Verleihung, 1607
- Nicolas, Herzog von Orléans (1607–1611) (Linie Orléans-Bourbon)

Achte Verleihung, 1626
- Gaston, Herzog von Orléans (1608–1660) (Linie Orléans-Bourbon)

Neunte Verleihung, 1661
- Philippe I., Herzog von Orléans (1640–1701) (Linie Orléans-Bourbon)
- Philippe II., Herzog von Orléans (1674–1723), Regent von Frankreich 1715–1723
- Ludwig I., Herzog von Orléans (1703–1752)
- Louis-Philippe I., Herzog von Orléans (1725–1785)
- Louis-Philippe II., Herzog von Orléans (1747–1793)
- Louis-Philippe III., Herzog von Orléans (1773–1850), wurde 1830 als Louis-Philippe I. König der Franzosen (Herzogstitel mit Krone verschmolzen)

Zehnte Verleihung, 1830
- Prinz Ferdinand Philipp, Herzog von Orléans (1810–1842) (Linie Orléans-Bourbon)

Die Nachfahren Ferdinands stellen bis in die Gegenwart die französischen Kronprätendenten des Hauses Orléans.